# 巴拉多 (卡塞雷斯省)
巴拉多，是西班牙埃斯特雷马杜拉卡塞雷斯省的一个市镇。总面积21平方公里，总人口524人（2001年），人口密度25人/平方公里。